# Coppélia

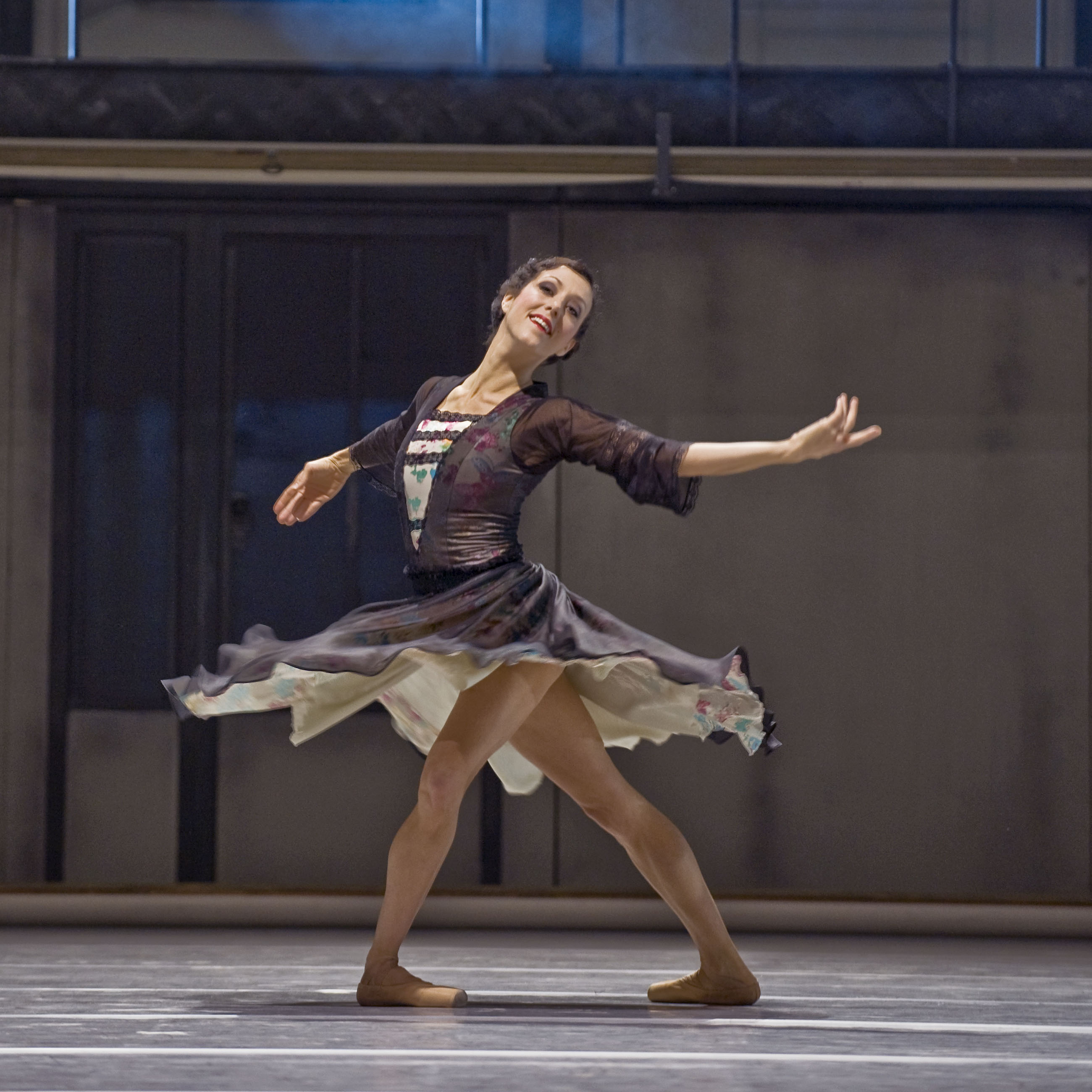
Nicole Rhodes som Svanhilda på Stockholmsoperan 2009.

Coppélia (franska: Coppélia ou La Fille aux yeux d'émail) är en balett med koreografi av Arthur Saint-Léon och musik av Léo Delibes. Librettot av Arthur Saint-Léon och Charles Nuitter bygger på novellen Der Sandmann (svenska: Sandmannen) av E.T.A. Hoffmann.

## Biografi
Baletten hade urpremiär på Théâtre National de l'Opéra 1870. Baletten var Saint-Leons sista betydande verk och tillkom efter dennes återkomst till Paris efter att han hade varit balettmästare i Sankt Petersburg. Vid premiären spelades Swanhilda av den sjuttonåriga Guiseppina Bozzacchi. Ett halvår senare hade hon avlidit i smittkoppor, Saint-Léon dött av en hjärtattack och det fransk-tyska kriget hade brutit ut. 
Med tiden kom Coppélia att bli en av de mest framförda baletterna och är idag den mest spelade på den franska baletthuvudscenen L'Opéra Garnier. Flera versioner har skapats, varav de mest betydande är: Royal Ballet-versionen från 1954, New York City Ballet-versionen från 1974, rekonstruktionen för Paris opéra Ballet 1973 samt rekonstruktionen 2009 för Bolsjojbaletten i Moskva.  
Den svenska premiären ägde rum på Svenska Teatern den 30 november 1896 och den iscensattes åter på Stockholmsoperan med premiär den 1 december 1928, den 19 oktober 1944 och den 8 februari 1958.

## Handling
Baletten har sin komiska handling förlagd till en liten lantlig mellaneuropeisk by där uppfinnaren Doktor Coppélius tillverkar en docka i naturlig storlek föreställande en balettdansös. Dockan får namnet Coppélia och är så välgjord att byoriginalet Frantz förälskar sig i dockan. Han fantiserar om att kunna ge dockan liv och försakar sin älskade Swanhilde. Hon klär då ut sig till Coppélia och lurar Frantz. 

## Diskografi (urval)
- Coppélia (Originalversionen). Orchestre de la Suisse Romande. Richard Bonynge, dirigent. Decca (ADD) 5069991. 2 CD.[2]